# 尼謝
49°48′20″N 25°6′59″E / 49.80556°N 25.11639°E
尼謝（烏克蘭語：Нище）是烏克蘭的村落，位於該國西部特諾皮爾州，由捷尔诺波尔区負責管轄，處於塞雷特普拉維河畔，距離佩列佩利尼基2公里，始建於1728年，面積1.7平方公里，2001年人口202。